# Canudos

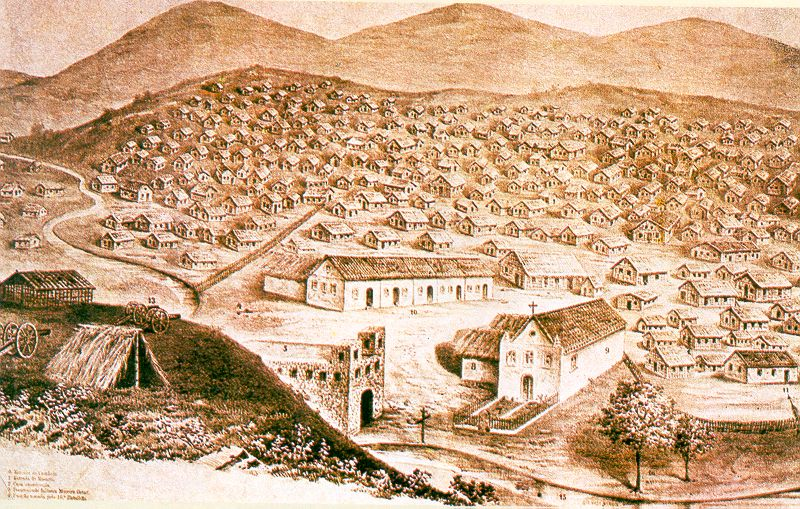
Canudos um 1895

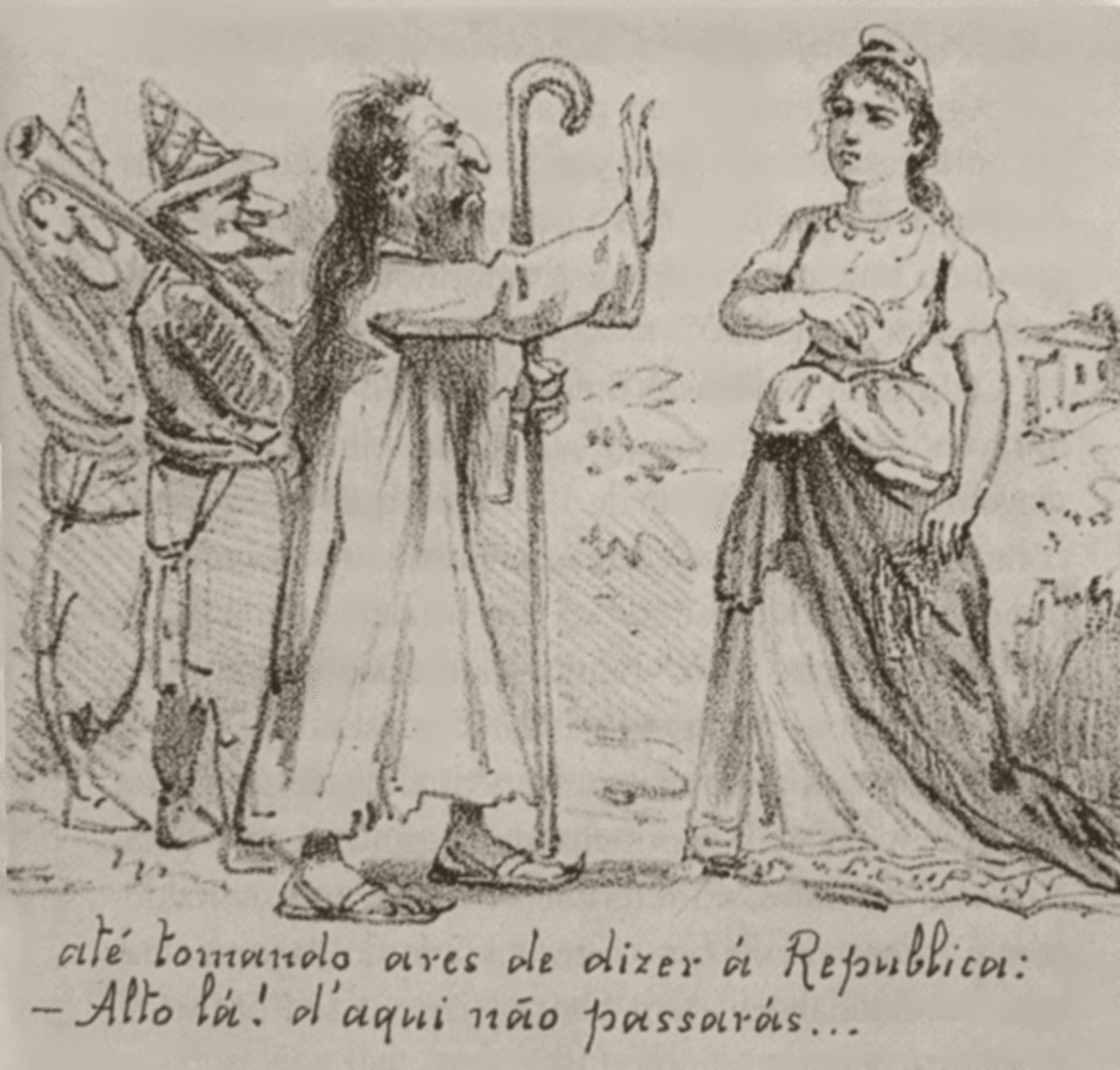
Karikatur des Conselheiro

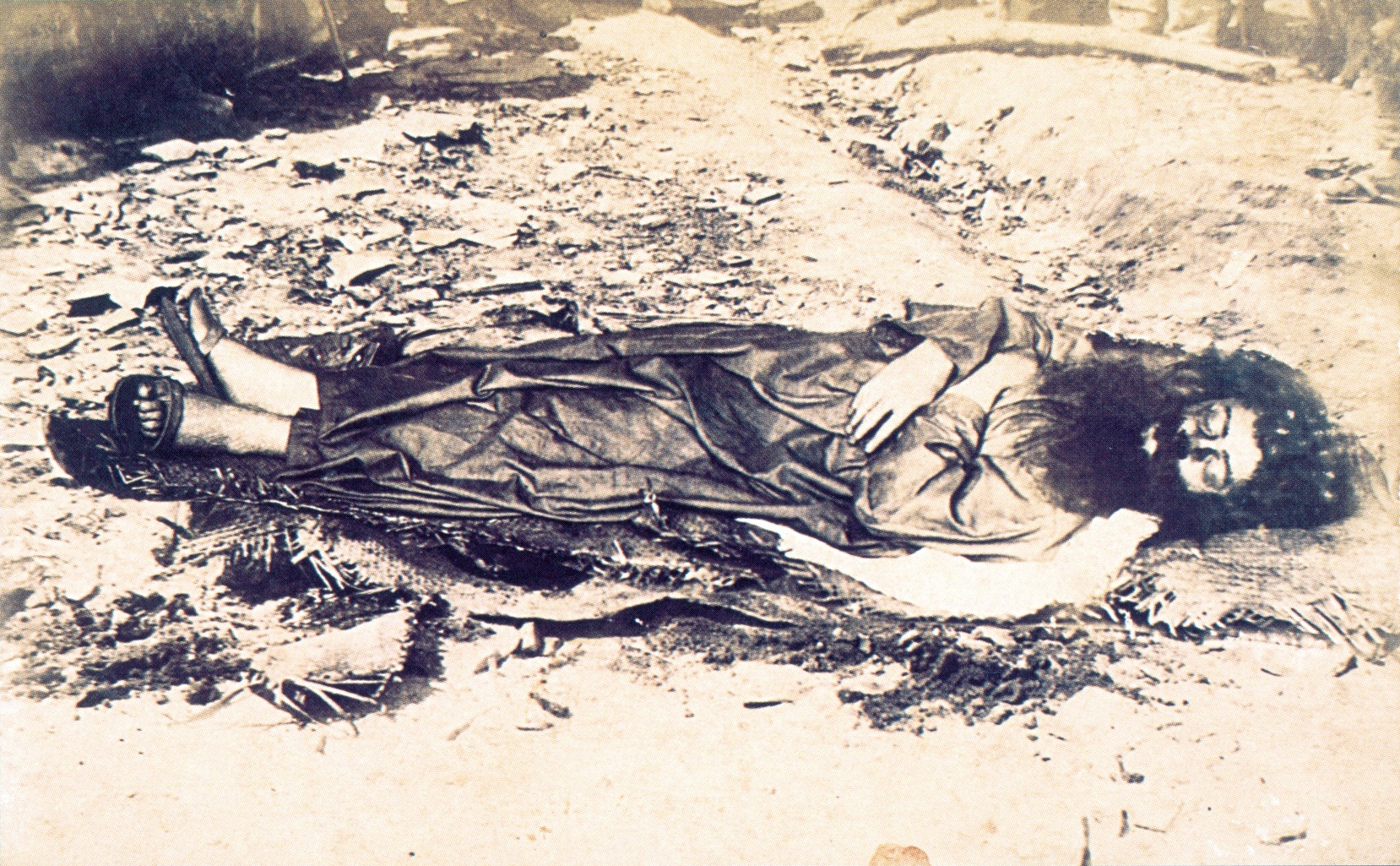
Foto des toten Conselheiro

Canudos ist heute eine Stadt mit schätzungsweise 16.668 Einwohnern (Stand: 2019) im wüstenähnlichen Sertão im Bundesstaat Bahia im Nordosten Brasiliens.

## Geschichte
Berühmt geworden ist Canudos aber als historischer Ort von 1893 bis zur Zerstörung 1897, diese Ortschaft liegt etwa 20 km entfernt vom Hauptort des heutigen Munizips.
An den Ufern des Rio Vaza-Barris entstand schon im 18. Jahrhundert ein Dorf auf der Fazenda Canudos. 1893 ließ sich der Wanderprediger Antônio Conselheiro mit seinen Anhängern auf dem Gelände nieder und nannte den Ort Belo Monte.
Antônio Conselheiro hatte sich zum Sprecher einer Bewegung gegen die Steuergesetze der Republik – sowie weitere Maßnahmen wie die Schulpflicht, die allgemeine Volkszählung oder die Zivilehe – gemacht. Nachdem er einer Verhaftung nur durch den Widerstand seiner Anhänger entgangen war, suchte er in Canudos Zuflucht vor dem Zugriff der Polizei.
Die von dem Besitzer der Fazenda nicht genutzten und bisher brachliegenden Ländereien bildeten die wirtschaftliche Grundlage von Belo Monte. In der Folge strömten zahlreiche landlose Bauern und ehemalige Sklaven nach Canudos, aber auch Händler, die dem Steuerdruck der Regierung entgehen wollten. Conselheiro selbst lebte in strengster Askese, verbot seinen Anhängern jedes Privateigentum. Inwieweit dies für die Bevölkerungsmehrheit des Ortes zutraf, ist umstritten. Conselheiro organisierte ein funktionierendes Sozialsystem; eine „katholische Wache“ sorgte für die Einhaltung von Recht und Ordnung. Alkohol und Prostitution waren verboten; jedoch galt auch die Zivilehe als „Werk des Teufels“. Religiöse Aktivitäten gehörten zum Pflichtprogramm.
Innerhalb von zwei Jahren wuchs der Ort auf 5000 Häuser mit etwa 30.000 Bewohnern (Angaben umstritten). Die Conselheiristen wurden von der republikanischen Regierung als monarchistische Bedrohung aufgefasst und militärisch bekämpft. Der Ort wurde im Krieg von Canudos (1896–1897) zerstört, in dessen Verlauf 3 Militärexpeditionen durch die Bewohner von Canudos geschlagen wurden. Erst der 4. Expedition gelang nach einer 8-monatigen Belagerung (März bis Oktober 1897) die Einnahme und Zerstörung von Canudos. Antônio Conselheiro starb kurz zuvor an Dysenterie.
Die meisten überlebenden Einwohner wurden vom Militär umgebracht oder als Sklaven mitgenommen. Die Nachricht vom Sieg der Regierungstruppen führte zu Freudenausbrüchen im Süden Brasiliens. Erst als einige Monate später bekannt wurde, dass man Hunderten von kriegsgefangenen Einwohnern, auch Frauen und Kindern, die Kehle durchschnitten hatte, schlug die Stimmung um, und man begann, die brasilianische Identität zu definieren.
Die Überlebenden von Canudos siedelten sich teilweise in der Gegend von Rio de Janeiro an und gründeten dort eine der ersten Favelas.
Die Ereignisse von Canudos werden bis heute sehr unterschiedlich interpretiert. Die meisten zeitgenössischen Autoren charakterisierten die Bewegung von Antônio Conselheiro als Ausbruch religiösen Wahnsinns; marxistische Publizisten der jüngeren Vergangenheit sahen darin eher eine quasi-kommunistische soziale Bewegung.
Der Kampf um Canudos und sein blutiges Ende wurde von zahlreichen südamerikanischen Autoren behandelt. Eines der ersten Bücher stammt von dem Journalisten Euclides da Cunha, der selbst als Beobachter an der letzten Militärexpedition gegen Canudos teilnahm. Seine aufsehenerregende Reportage Krieg im Sertão zählt heute zu den Klassikern der brasilianischen Literatur. Der Roman Der Krieg am Ende der Welt des bekannten peruanischen Autors Mario Vargas Llosa beruht weitgehend auf dem Buch von Euclides da Cunha.
Das historische Canudos liegt heute auf dem Grund eines Stausees. Die heutige Ortschaft Canudos befindet sich einige hundert Meter höher.

## Literarische Bearbeitungen
- Mario Vargas Llosa: Der Krieg am Ende der Welt, Suhrkamp 1987, ISBN 978-3-518-37843-4
- Die Sieben Sakramente von Canudos (Episodenfilm, Brasilien 1996, Regie: Otto Guerra, Pola Ribeiro)
- Guerra de Canudos (Film, Brasilien, 1997, Regie: Sergio Rezende)